# Fethi Boucetta
Fethi Boucetta (arabisch فتحي بوستة, DMG Fatḥī Būsitta; * 2. Juli 1951), auch Fathi Boucetta, ist ein ehemaliger tunesischer Fußballschiedsrichter.

## Karriere
Zum Jahresbeginn 1987 wurde Boucetta zum FIFA-Schiedsrichter ernannt und war fortan dazu berechtigt, Fußballspiele auf internationaler Ebene zu leiten. Er nahm an zahlreichen arabischen und afrikanischen Wettbewerben als Schiedsrichter teil. Bei der Fußball-Weltmeisterschaft der Frauen 1991 leitete er die Vorrundenpartien zwischen Taiwan und Italien (0:5) sowie Taiwan gegen Deutschland (0:3). Außerdem kam der Tunesier bei zwei weiteren Spielen als Linienrichter zum Einsatz. Im Finale um den Arabischen Pokal der Pokalsieger 1993 im Februar 1994 wurde Boucetta als Vierter Offizieller eingesetzt. Am 20. Januar 1996 trat er im Gruppenspiel zwischen Südafrika und Angola (1:0) zum einzigen Mal als Spielleiter beim Afrika-Cup in Erscheinung. Im November 1996 leitete der Tunesier das Final-Hinspiel um den African Cup Winners’ Cup 1996 zwischen dem zairischen Vertreter AC Sodigraf und dem ägyptischen Verein al-Mokawloon al-Arab (0:0). Mit Erreichen der Altersgrenze von 45 Jahren für FIFA-Schiedsrichter verlor Boucetta zum Ende des Jahres 1996 seinen internationalen Status.
1999 war der Tunesier beim nationalen Verband Fédération Tunisienne de Football (FTF) als technischer Beobachter der Landesmeisterschaft beschäftigt. Anfang 2018 wurde Boucetta als Leiter des regionalen Schiedsrichter-Komitees in der tunesischen Stadt Sfax bezeichnet.

### Wichtige internationale Einsätze
| Turnier                                   | Phase    | Datum         | Mannschaft 1 | Resultat | Mannschaft 2 |
| ----------------------------------------- | -------- | ------------- | ------------ | -------- | ------------ |
| Fußball-Weltmeisterschaft der Frauen 1991 | Vorrunde | 17. Nov. 1991 | Taiwan       | 0:5      | Italien      |
| Fußball-Weltmeisterschaft der Frauen 1991 | Vorrunde | 19. Nov. 1991 | Taiwan       | 0:3      | Deutschland  |
| Afrika-Cup 1996                           | Vorrunde | 20. Jan. 1996 | Südafrika    | 1:0      | Angola       |